# Café Touba

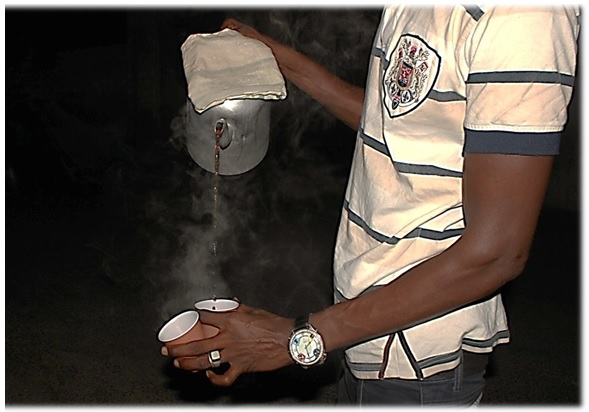
Café Touba fumant

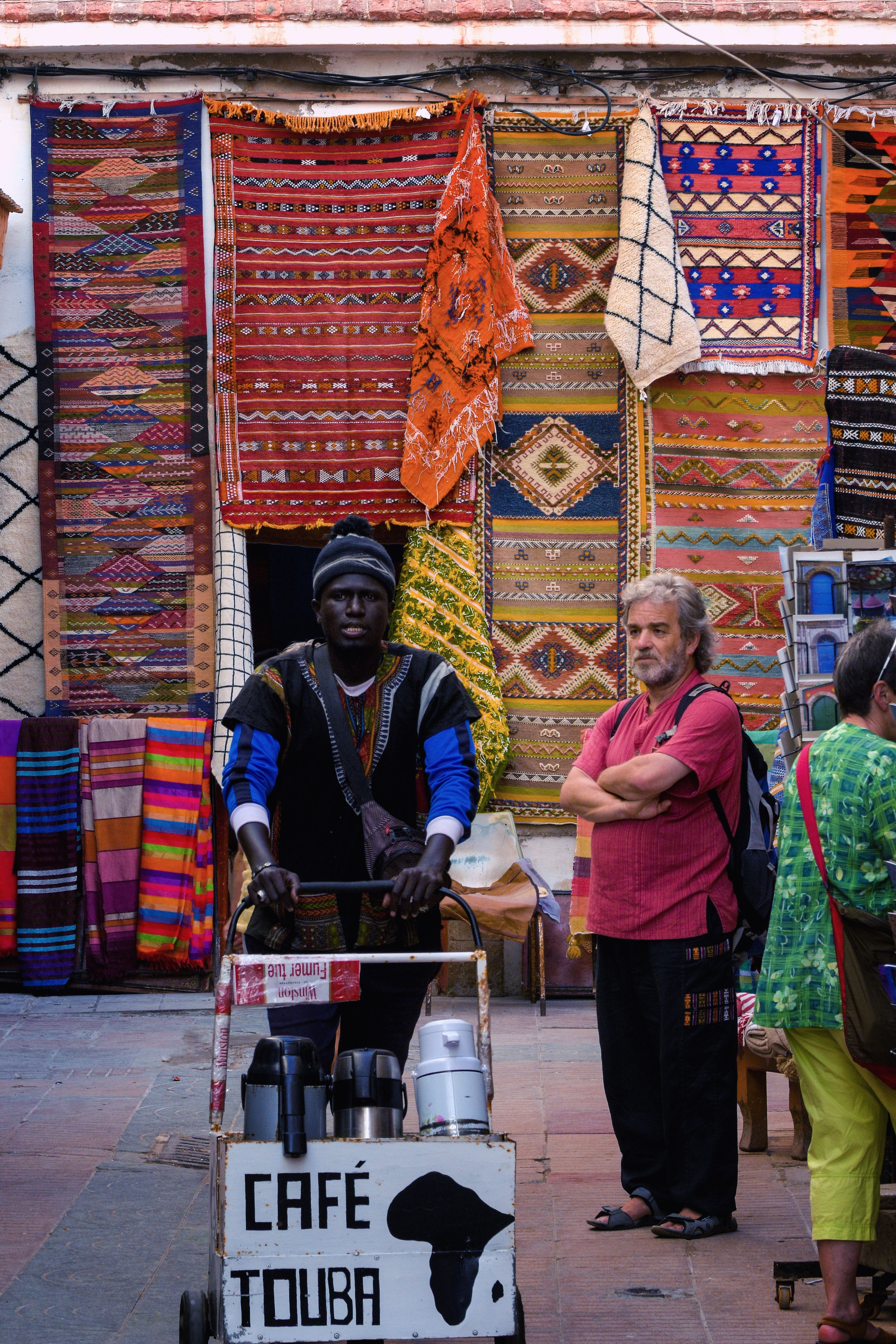
Marchand ambulant sénégalais vendant du café Touba au Maroc.

Le café Touba est une boisson composée de café aromatisé au poivre de Guinée ou piment noir – jar (prononcez diar) en wolof –, une épice tirée du fruit séché  du Xylopia aethiopica, un arbre des pays du golfe de Guinée. Le piment noir, importé au Sénégal de la Côte d'Ivoire ou du Gabon, est moulu et mélangé au café, et la boisson est préparée selon la méthode classique du café filtre. 
Nommé d'après la ville sainte de Touba, le café Touba, traditionnellement consommé au sein de la confrérie des Mourides, a été ramené par son fondateur, Cheikh Amadou Bamba de son retour d'exil du Gabon. Ce café a d'abord été consommé comme café saff, et il est servi en particulier au cours des cérémonies, commémorations ou magals. Ce n'est que bien plus tard que sa consommation s'étend dans tout le Sénégal sous la terminologie de café Touba.
Depuis quelques années, son utilisation tend à se répandre dans les villes, toutes confessions confondues. 